# Christine de Boer
Christine de Boer (Baarn, 3 juni 1983) is een Nederlandse actrice, zangeres en cabaretière. Samen met Yentl Schieman vormt ze het muzikale cabaretduo Yentl en de Boer.

## Biografie
De Boer komt uit een gezin met drie broers en zussen. In haar woonplaats Baarn bezocht ze de Nieuwe Baarnse School waar ze onder anderen les kreeg van Majel Lustenhouwer en ging vervolgens naar het gymnasium in Hilversum. Ze werd afgewezen bij een auditie voor de Amsterdamse Toneelschool & Kleinkunstacademie. Ze besloot hierop Engels en zang in New York te gaan studeren. Ook ging ze naar Zwitserland om er Frans te leren. Na drie jaar kwam ze terug in Nederland en studeerde er drie jaar lang communicatiewetenschappen. Hierna volgde ze de opleiding aan De Amsterdamse Toneelschool & Kleinkunstacademie in Amsterdam, waar ze in 2009 afstudeerde. Met klasgenoot Yentl Schieman richtte ze in 2012 het cabaretduo Yentl en de Boer op, waarmee ze in 2013 zowel de publieksprijs als de Wim Sonneveldprijs won op het Amsterdams Kleinkunst Festival.
Naast haar samenwerking met Schieman maakt De Boer deel uit van het singer-songwriterscollectief Het Nieuwe Lied. Verder specialiseerde ze zich als regisseur in het muziektheater. Als actrice en zangeres was zij te zien in Soldaat van Oranje de Musical waar ze de rol van Ada vertolkte, en speelde ze in Zomergasten van het Amsterdamse Bostheater, De Deadline van het M-Lab en Carmen van Stella Den Haag en het Nationale Toneel. Op televisie had ze een kleine rol in Flikken Maastricht en was ze een van De Meisjes van Thijs. Ook heeft ze een rol in de televisieserie Oogappels (2021/2022). Begin 2015 was De Boer te zien in de bioscoopfilm Onder het hart in de rol van bruid. De Boer heeft een belangrijke rol in de telefilm Billy (2018), het regiedebuut van cabaretier Theo Maassen. en is regelmatig te zien in tweede seizoen van het sketchprogramma Klikbeet.
In september 2021 verscheen de vierdelige serie Yentl en de Boer de Serie bij BNNVARA.
In 2023 en 2024 stonden Yentl en de Boer in de theaters met hun voorstelling Modderkruipers.

## Persoonlijk
De Boer heeft een relatie met Jurjen van Loon, Feuten-acteur. Samen kregen zij op 25 december 2019 een zoon.

## Prijzen
- 2013: Juryprijs (Wim Sonneveldprijs) en publieksprijs voor De Mensen op het Amsterdams Kleinkunst Festival met Yentl en de Boer
- 2015: Annie M.G. Schmidtprijs 2014 voor tekst, muziek en uitvoering van het lied Ik heb een man gekend (Yentl en de Boer)
- 2021: Annie M.G. Schmidtprijs 2020 voor tekst, muziek en uitvoering van het lied Het is begonnen (Yentl en de Boer)
- 2023: Poelifinario (kleinkunst) 2023 voor de voorstelling Modderkruipers (Yentl en de Boer)

- International Standard Name Identifier: 0000 0004 6737 9246
- MusicBrainz: f34bf738-ffce-470d-87d1-d764910fb89c